# زارا دولوخانووا
زارا دولوخانووا (ارمنی: Զարա Դոլուխանովա؛ زاده ۱۵ مارس ۱۹۱۸ – درگذشته ۴ دسامبر ۲۰۰۷) خواننده اپرا، مربی موسیقی، و خواننده اهل ارمنی‌های روسیه بود.

## زندگی‌نامه
وی با نام اصلی زاروهی آغاسو دولوخانیان (ارمنی: Զարուհի Դոլուխանյան؛ نام‌خانوادگی دوشیزگی: ماکاریان (ارمنی: Մակարյան)) در ۱۵ مارس ۱۹۱۸ از پدری کرد و مادر ارمنی در مسکو به دنیا آمد و از مدرسه موسیقی گنیسین فارغ‌التحصیل شد. وی همچنین برندهٔ جوایزی جایزه لنین (۱۹۶۶)، جایزه هنرمند مردمی اتحاد جماهیر شوروی (۱۹۹۰)، هنرمند مردمی جمهوری شوروی فدراتیو سوسیالیستی روسیه (۱۹۵۶)، هنرمند مردمی ارمنستان شوروی (۱۹۵۵)، هنرمند شایسته ارمنستان شوروی و نشان درجه ۴ لیاقت میهن‌پرستی همچون شده‌است. وی در ۴ دسامبر ۲۰۰۷ در سن ۸۹ سالگی در مسکو درگذشت و در گورستان ارامنه مسکو به خاک سپرده شد.